# Commando 2 : Sur la piste de l'argent sale
 (novembre 2024).
La mise en forme du texte ne suit pas les recommandations de Wikipédia : il faut le « wikifier ».
Les points d'amélioration suivants sont les cas les plus fréquents. Le détail des points à revoir est peut-être précisé sur la page de discussion.
- Les titres sont pré-formatés par le logiciel. Ils ne sont ni en capitales, ni en gras.
- Le texte ne doit pas être écrit en capitales (les noms de famille non plus), ni en gras, ni en italique, ni en « petit »…
- Le gras n'est utilisé que pour surligner le titre de l'article dans l'introduction, une seule fois.
- L'italique est rarement utilisé : mots en langue étrangère, titres d'œuvres, noms de bateaux, etc.
- Les citations ne sont pas en italique mais en corps de texte normal. Elles sont entourées par des guillemets français : « et ».
- Les listes à puces sont à éviter, des paragraphes rédigés étant largement préférés. Les tableaux sont à réserver à la présentation de données structurées (résultats, etc.).
- Les appels de note de bas de page (petits chiffres en exposant, introduits par l'outil «  Source ») sont à placer entre la fin de phrase et le point final[comme ça].
- Les liens internes (vers d'autres articles de Wikipédia) sont à choisir avec parcimonie. Créez des liens vers des articles approfondissant le sujet. Les termes génériques sans rapport avec le sujet sont à éviter, ainsi que les répétitions de liens vers un même terme.
- Les liens externes sont à placer uniquement dans une section « Liens externes », à la fin de l'article. Ces liens sont à choisir avec parcimonie suivant les règles définies. Si un lien sert de source à l'article, son insertion dans le texte est à faire par les notes de bas de page.
- La présentation des références doit suivre les conventions bibliographiques. Il est recommandé d'utiliser les modèles {{Ouvrage}}, {{Chapitre}}, {{Article}}, {{Lien web}} et/ou {{Bibliographie}}. Le mode d'édition visuel peut mettre en forme automatiquement les références.
- Insérer une infobox (cadre d'informations à droite) n'est pas obligatoire pour parachever la mise en page.

Pour une aide détaillée, merci de consulter Aide:Wikification.
Si vous pensez que ces points ont été résolus, vous pouvez retirer ce bandeau et améliorer la mise en forme d'un autre article.
Série
Commando : Une armée composée d'un seul homme
(2013) Commando 3
(2019)
Pour plus de détails, voir Fiche technique et Distribution.
Commando 2 : Sur la piste de l'argent sale (en anglais: Commando 2: The Black Money Trail) est un thriller d'action indien en langue hindi de 2017 réalisé par Deven Bhojani et produit par Vipul Amrutlal Shah, Dhaval Jayantilal Gada et Reliance Entertainment. Ritesh Shah a écrit le scénario et les dialogues du film, tandis que l'histoire a été écrite par Suresh Nair[pas clair]. Le film est le deuxième volet de la série de films Commando et met en vedette Vidyut Jammwal, Adah Sharma, Esha Gupta, Freddy Daruwala et Thakur Anoop Singh.
Le tournage principal a commencé le 17 février 2016,,. Les chansons ont été écrites par Mannan Shaah et Gourov Roshin, tandis que la musique a été composée par Prasad Sashte. La cinématographie a été réalisée par Chirantan Das, tandis que le montage a été assuré par Amitabh Shukla et Sanjay Sharma.
Commando 2 : Sur la piste de l'argent sale est sorti le 3 mars 2017 en hindi, ainsi que dans les versions doublées en tamoul et en télougou. Une suite intitulée Commando 3 est sortie en 2019 avec Vidyut Jammwal et Adah Sharma reprenant leurs rôles.

## Synopsis
Le capitaine Karanveer « Karan » Singh Dogra est chargé d'éradiquer l'argent noir, qui a été siphonné vers les banques, avec son gang. Karan, accompagné de l'inspecteur Bhavana Reddy et de l'ACP Bakhtawar Khan, se rend chez Vicky Chaddha, où il rencontre sa femme Maria. Le lendemain, une explosion de bombe se produit où Vicky et Maria sont sauvées, mais leur fille Tara meurt. Cependant, Maria tue son mari et dit qu'elle est Vicky Chaddha. Un jeu du chat et de la souris s'ensuit, où Karan, Bhavana et Bakhtawar suivent Vicky et battent son armée, y compris le principal homme de main de Vicky, KP. Bien que Vicky ait transféré l'argent, Karan révèle à Vicky qu'il avait changé l'historique dans lequel l'argent était programmé, et que l'argent a en fait été transféré sur un compte remplacé, ce qui aidera les agriculteurs pauvres en Inde . Karan raconte également que cela était prévu depuis le premier jour. Après la révélation, Bhavana tire sur Vicky, accomplissant ainsi leur mission. Plus tard, Karan reçoit un appel téléphonique de ses supérieurs et est affecté à une autre mission.

## Distribution
- Vidyut Jammwal : le capitaine Karanveer 'Karan' Singh Dogra, Para SF Commando
- Adah Sharma : l'inspecteur Bhavna Reddy
- Esha Gupta : Maria Chaddha/Vicky Chaddha
- Freddy Daruwala : ACP Bakhtawar Khan
- Shefali Shah : Leena Chowdhury, ministre de l'Intérieur
- Kannan Arunachalam : Shrinath Iyer, agent de l'ambassade indienne
- Thakur Anoop Singh : KP, l'homme de main de Vicky
- Adil Hussain : Aniruddh Roy, le patron de Karan
- Suhail Nayyar : Dishank Chowdhury, le fils de Leena Chowdhury
- Vansh Bharadwaj : Vicky Chaddha
- Satish Kaushik : Dhariwal Ranwal
- Ivan Sylvester Rodrigues : Kamath
- Siddharth Kher : Jimmy Kher
- Avisha Sharma : Tara
- Sumit Gulati : Zafar Hussain
- Le Prince Rodde : « Whisperer »
- Jeet Raidutt : Vinay

## Réception

### Réponse critique
Samrudhi Ghosh de India Today a donné 3/5 étoiles et a écrit : « Commando 2 n'explore pas un thème nouveau - c'est le classique bien contre le mal - mais l'action à haute tension en fait un film divertissant pour les fans du genre. »  Renuka Vyavahare de The Times of India a donné 2,5/5 étoiles et a écrit : « Vidyut Jammwal est une star d'action solide et ses cascades sont la seule raison pour laquelle vous parvenez à rester assis pendant cette histoire sans fin de « attrapez Vicky Chadda si vous le pouvez ». »  Devesh Sharma de Filmfare a donné 2,5/5 étoiles et a écrit « Un thriller d'action avec un scénario bizarre ». Madhuri de Filmibeat a donné 2,5/5 étoiles et a écrit : « Commando 2 est strictement destiné aux fans de Vidyut Jammwal et à ceux qui ont un faible pour les festivals d'action ». Surabhi Redkar de Koimoi a donné 2/5 étoiles et a écrit "Commando 2 ne rend pas justice à son nom. C'est un film d'action sans éclat avec une histoire à peine captivante."  Rohit Vats de Hindustan Times a donné 2/5 étoiles et a écrit "Commando 2 manque de cœur et n'est que muscles. Il ne peut même pas étancher votre soif de cascades à adrénaline."  Kriti Tulsiani de News18 a donné 2/5 étoiles et a écrit "C'est un film bien pensé, mais pas bien tissé."  Bollywood Hungama a donné 2/5 étoiles et a écrit "Commando 2 est un divertissement prévisible qui ne plaira qu'à son public cible." 